# Thoracibidion galbum
Thoracibidion galbum är en skalbaggsart som beskrevs av Martins 1968. Thoracibidion galbum ingår i släktet Thoracibidion och familjen långhorningar. Inga underarter finns listade i Catalogue of Life.